# Egira minorata
Egira minorata là một loài bướm đêm trong họ Noctuidae.